# 李成延 (射箭運動員)
李成延（韓語：이승윤，1995年4月18日—）是一名韓國的男子射箭運動員。他曾參加在巴西里約熱內盧舉行的2016年夏季奧林匹克運動會，并攜手隊友獲得男子反曲弓團體項目的金牌。

## 外部連結
- Lee Seungyun在國際射箭總會
- LEE Seungyun在国际奥林匹克委员会的资料